# Timur Anatoljewitsch Dibirow
Timur Anatoljewitsch Dibirow (russisch Тимур Анатольевич Дибиров; * 30. Juli 1983 in Petrosawodsk, Karelische ASSR, UdSSR) ist ein ehemaliger russischer Handballspieler.

## Privates
Dibirow wurde in Karelien geboren, wo seine Eltern zu dieser Zeit studierten. Er wuchs aber in Dagestan, der Heimat seines Vaters, auf, wo seine Familie bis heute zu Hause ist. Dibirow, der zum muslimischen Volk der Awaren gehört, ist mit der ehemaligen Handballauswahlspielerin Irina Dibirowa verheiratet und hat einen Sohn und eine Tochter.

## Karriere

### Verein
Timur Dibirow begann 1996 mit Handball auf der Kinder- und Jugendsportschule in Stawropol. Ab 2001 spielte er in Toljatti für den Verein Lada-ZSK WWS und wechselte 2004 zu Medwedi Tschechow. Dort stand der 1,80 Meter große und 74 Kilogramm schwere linke Außenspieler bis Saisonende 2012/13 unter Vertrag und gewann in jeder Saison Meisterschaft und ab 2009 auch den Pokal. Mit diesem Verein spielte er in den Spielzeiten 2004/05 bis 2012/13 in der EHF Champions League bzw. 2005/06 im Europapokal der Pokalsieger, den er gewann.

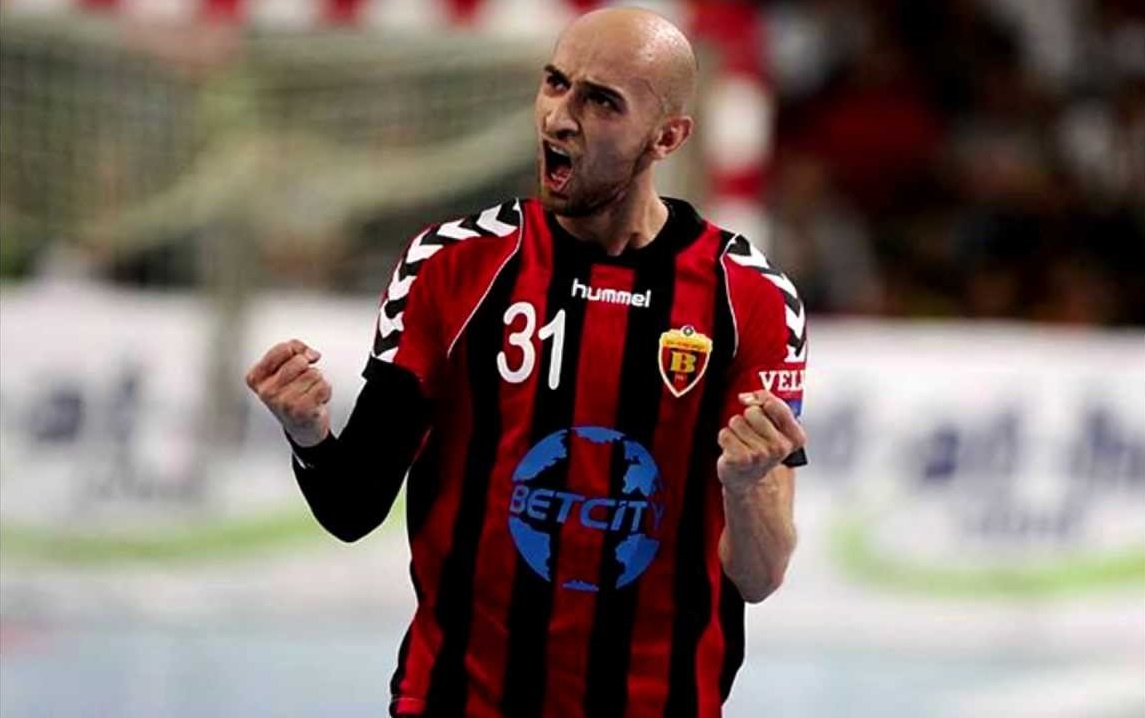
Timur Dibirow im Trikot von Vardar Skopje (2014)

Im Sommer 2013 wechselte er zum nordmazedonischen Verein RK Vardar Skopje. In der EHF Champions League 2013/14 schaltete er im Achtelfinale den Titelverteidiger HSV Hamburg aus, unterlag dann aber im Viertelfinale der SG Flensburg-Handewitt aufgrund der Auswärtstorregel. Im Februar 2014 wurde seine Vertragsverlängerung bis 2020 bekanntgegeben. Mit Vardar gewann er 2015, 2016, 2017, 2018, 2019, 2021 und 2022 die nordmazedonische Meisterschaft, 2014, 2015, 2016, 2017, 2018, 2021 und 2022 den nordmazedonischen Pokal, 2014, 2017, 2018 und 2019 die SEHA-Liga sowie 2017 und 2019 die EHF Champions League.
Am 19. November 2021 durchbrach Dibirow als dritter Spieler nach Kiril Lazarov und Nikola Karabatić die 1000-Tore-Marke in der Champions League. Bei 21 Teilnahmen an der EHF Champions League erzielte er 1212 Tore. Hinzu kommen 15 Tore im Europapokal der Pokalsieger 2005/06 und sechs Tore bei der EHF Champions Trophy 2005/06.

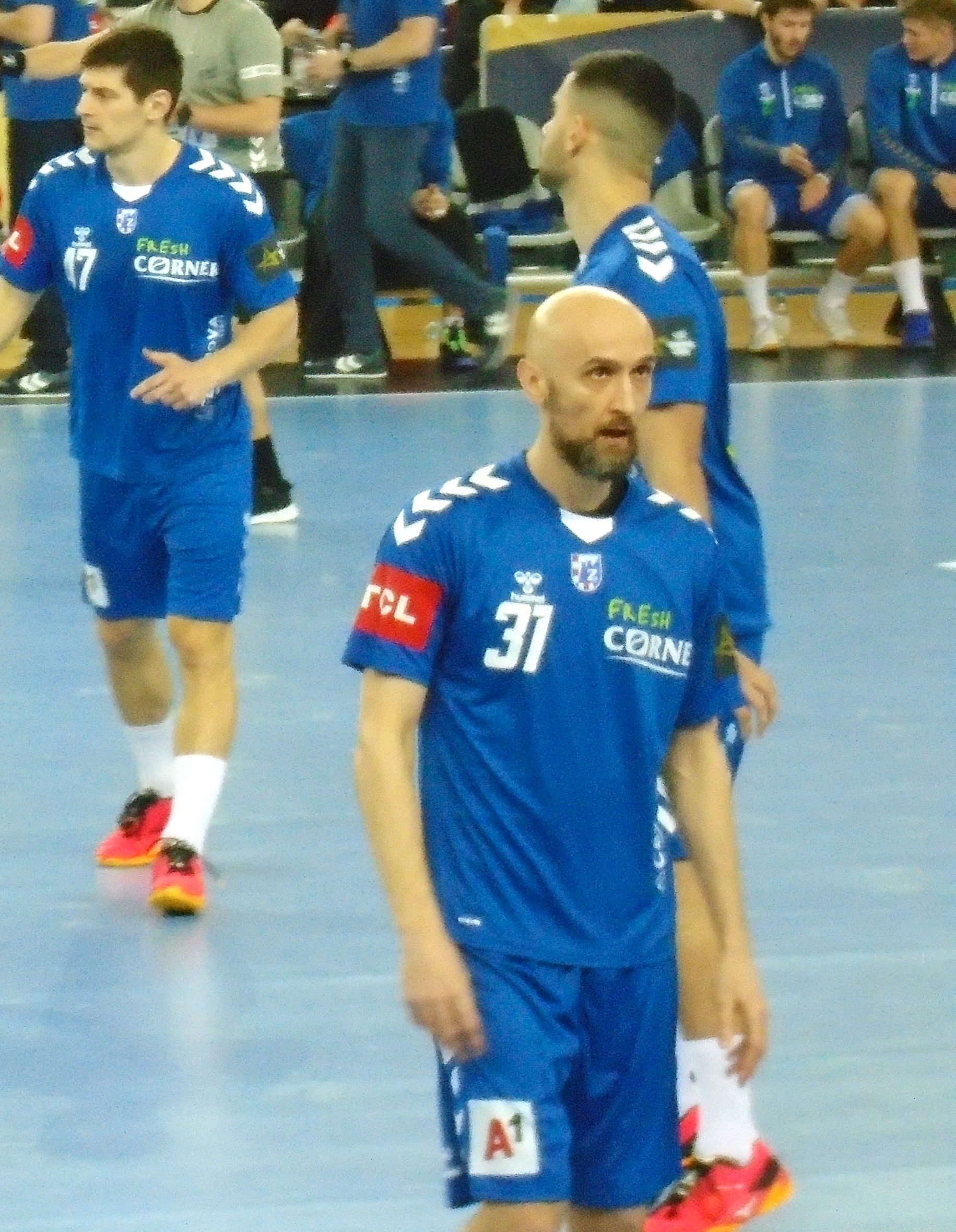
Timur Dibirov während des Spiels RK Zagreb – Paris SG in der Arena Zagreb, am 29. Februar 2024

Dibirow schloss sich im Sommer 2022 dem kroatischen Erstligisten RK Zagreb an. Mit Zagreb gewann er je dreimal den kroatischen Pokal und die kroatische Meisterschaft. Im Sommer 2025 beendete er seine Laufbahn.

### Nationalmannschaft
Timur Dibirow erzielte in 215 Länderspielen für die russische Nationalmannschaft 747 Tore. Bei den Olympischen Spielen 2008 belegte er mit Russland den sechsten Rang. Er stand zudem im Aufgebot für die Europameisterschaften 2006, 2008, 2010, 2012, 2016 und 2020 sowie für die Weltmeisterschaften 2007, 2009, 2015, 2017 und 2019. Bei der Weltmeisterschaft 2013 erreichte er mit Russland das Viertelfinale und wurde als bester Linksaußen in das All-Star-Team berufen. Im Juli 2020 beendete er seine Nationalmannschaftskarriere.

### Erfolge
- Russischer Meister (9×): 2005–2013
- Russischer Pokalsieger (5×): 2009–2013
- Nordmazedonischer Meister (7×): 2015, 2016, 2017, 2018, 2019, 2021, 2022
- Nordmazedonischer Pokalsieger (7×): 2014, 2015, 2016, 2017, 2018, 2021, 2022
- Kroatischer Meister (3×): 2023, 2024, 2025
- Kroatischer Pokalsieger (3×): 2023, 2024, 2025
- EHF Champions League (2×): 2017, 2019
- Europapokal der Pokalsieger: 2006
- SEHA-Liga (4×): 2014, 2017, 2018, 2019
- All-Star-Team der Weltmeisterschaft 2013